# Natalja Fjodorowna Lopuchina

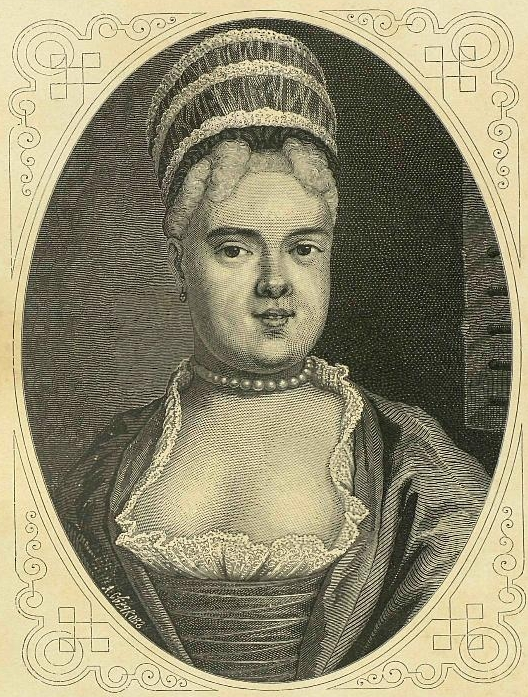
Natalja Fjodorowna Lopuchina

Natalja Fjodorowna Lopuchina (russisch Наталья Фёдоровна Лопухина; * 11. November 1699; † 11. Mai 1763) war eine russische Adlige und Hofdame.

## Leben
Natalja Fjodorowna Lopuchina war eine Tochter von Fjodor Christianowitsch Balk, einem deutsch-baltischen Gouverneur. Die Geschwister ihrer Mutter Matrjona Balk, geb. Mons, waren Anna Mons und Willem Mons. Ihre Affären und Kontakte machten sie am russischen Zarenhof einflussreich. Sie fiel dort 1742 nach einer diplomatischen Intrige in Ungnade. Es stellte sich heraus, dass in ihrem Haus auch der Marquis Botta d’Adorno verkehrte, der lieber Iwan VI. auf dem Thron gesehen hätte. Ihre Zunge wurde zur Strafe herausgerissen. Sie wurde nach Sibirien in die Verbannung geschickt und durfte erst 1762 zurückkehren.